# Tholera chebka
Tholera chebka är en fjärilsart som beskrevs av Charles E. Rungs 1941. Tholera chebka ingår i släktet Tholera och familjen nattflyn. Inga underarter finns listade i Catalogue of Life.